# Drillia bruchia
Drillia bruchia é uma espécie de gastrópode do gênero Drillia, pertencente a família Drilliidae.